# Гудов Іван Іванович
Іван Іванович Гудов (нар. 21 січня 1907, село Дебрі Перестряжської волості Козельського повіту Костромської губернії, тепер Ульяновського району Калузької області, Російська Федерація — 1983, місто Москва, Російська Федерація) — радянський діяч, фрезерувальник Московського станкозаводу імені Серго Орджонікідзе, зачинатель стахановського руху у верстатобудуванні. Депутат Верховної Ради СРСР 1-го скликання. Герой Соціалістичної Праці (22.09.1975).

## Біографія
Народився 8 січня (21 січня) 1907 року в бідній селянській родині. У сім років став круглим сиротою і був прийнятий в родину двоюрідного брата. З дев'ятирічного віку працював підпаском в селі Підосинки Калузької губернії, після революції 1917 року два роки наймитував на станції Гордачі в Тульській губернії.
Після громадянської війни був безпритульним, подорожував по Росії, дійшовши до Кубані, де наймитував в станиці Шкуринській. У 1921 році повернувся в рідне село. З 1921 по 1925 рік працював сезонним робітником на торфорозробках «Долгие Лужи» у Владимирській губернії. Вступив до комсомолу.
У 1926 році у пошуках роботи виїхав з рідного села в місто Орєхово-Зуєво, де працював грубником, робітником у міському робітничому театрі. За призначенням комсомолу з 1929 до 1930 року працював вихователем Олексіївської дитячої трудової колонії № 78 «Трудовой путь» в маєтку Знаменське у Підмосков'ї. У 1930—1931 роках працював завгоспом фабрики «Кооперативный утилизатор» на станції Хлєбниково Московської області. У 1931—1933 роках — завідувач Олексіївської дитячої трудової колонії № 78 «Трудовой путь».
У 1933 році, разом з дружиною і двома дочками, переїхав в Москву. Деякий час працював завідувачем кінного парку радгоспу «Ленинские Горы», потім завідувачем кінного парку № 2. У 1933—1934 роках — трудармієць у Військово-трудовій виправній колонії селища Шатура Московської області.
У серпні 1934 року прийнятий на Московський верстатобудівний завод імені Серго Орджонікідзе чорноробом механічного цеху. На заводі з відзнакою закінчив шестимісячні виробничо-технічні курси фрезерувальників при школі ФЗН і з березня 1935 року став самостійно працювати фрезерувальником на німецькому фрезерному верстаті «Фріц Вернер».
Новатор виробництва: досягнув збільшення швидкості різання в 3—4 рази і швидкості подачі в 4—5 разів у порівнянні з діючими нормами. 13 вересня 1935 року, обробляючи деталі одночасно двома фрезами і збільшуючи швидкість подачі і різання металу, замість 43 зробив 117 деталей, причому відмінної якості, і тим самим виконав виробничу норму на 272 %. У листопаді 1935 року був учасником першої Всесоюзної наради стахановців промисловості і транспорту за участю Сталіна.
Після перегляду норм виробітку і встановлення більш жорсткого режиму різання Гудов став шукати нові шляхи для значного підйому продуктивності праці. Обробку деталей, яку раніше виробляли на трьох різних верстатах, Гудов поєднав на одному верстаті; ліквідував холостий хід верстатів; застосував ряд спеціальних пристосувань і ввів одночасну обробку багатьох деталей. Завдяки цим нововведенням Гудов послідовно підвищував свої рекорди, широко передавав свій досвід іншим, показуючи свої методи роботи і на інших заводах. Завдяки своїм рекордним досягненням Іван Гудов став вважатися одним з родоначальників руху, розпочатого в той же самий час Олексієм Стахановим і одержав назву стахановського. Ім'я передовика виробництва, орденоносця завдяки радянським засобам масової інформації в найкоротший термін отримало всесоюзну популярність. У серпні 1938 року він став кандидатом у члени ВКП (б).
Член ВКП(б) з лютого 1939 року. Делегат XVIII з'їзду ВКП(б).
У Всесоюзному науковому товаристві інженерів-машинобудівників (ВНІТОМАШ) Гудова обрали заступником голови оргбюро. Був також головою Комісії сприяння винахідникам при ЦК ВЛКСМ (з 1941), членом методичної ради трудових резервів, членом ЦК профспілки. З 1942 року — член редколегії журналу «Техніка - молоді». У 1939 році на радянські екрани вийшов художньо-документальний фільм «Іван Гудов».
З 1938 року навчався у Всесоюзній промисловій академії імені Сталіна, що випускала інженерів (пізніше вона була реорганізована у Вищу школу техніків). Після перерви в навчанні, пов'язаного з евакуацією, був зарахований в Московський вечірній машинобудівний інститут, який успішно закінчив у грудні 1944 року.  Після війни навчався також у вечірньому Університеті марксизму-ленінізму, в університеті робітничих кореспондентів московського відділення Спілки журналістів СРСР, на інженерно-економічному факультеті Університету технічного прогресу і економічних знань.
З початком Німецько-радянської війни Гудов за дорученням Московського міськкому ВКП(б) активно займався впровадженням швидкісних методів різання металу на військових заводах. У жовтні 1941 року був відряджений в місто Горький, де його призначили заступником начальника цеху з підготовки виробництва у відділі моторів Горьковського автомобільного заводу імені Молотова. У травні 1942 року повернувся до Москви і був призначений заступником начальника Головверстатосуміжпрому. На цій посаді вирішував питання постачання підприємств галузі верстатобудування. У 1942 році з ініціативи ВНІТОМАШа і за участю Гудова був створений рухомий авторемонтний завод—поїзд для оперативного ремонту на фронті пошкодженої техніки, в тому числі і трофейної . На початку 1943 року він виїжджав разом з поїздом в район Дем'янської операції.
Після війни Гудов відмовився від запропонованих йому директорських посад, вирішивши зайнятися практичною і науковою роботою. З травня 1947 року працював провідним інженером інституту «Оргважмаш» Міністерства важкого машинобудування СРСР, де займався організацією і впровадженням по країні типових технологічних процесів і швидкісних методів металорізання.
У 1951—1956 роках — заступник начальника механічного цеху з підготовки виробництва, начальник механічного цеху Московського заводу № 642 «Вымпел» Міністерства авіаційної промисловості СРСР. У 1956—1968 роках — старший майстер, старший інженер відділу головного технолога Московського заводу № 642 «Вымпел» Міністерства авіаційної промисловості СРСР. У 1958 році висунутий заводським парткомом на пост відповідального редактора багатотиражної газети «За нову техніку» (одночасно залишався старшим інженером).
З 1968 року — на пенсії, пенсіонер республіканського значення у Москві.
Указом Президії Верховної Ради СРСР від 22 вересня 1975 року за великі заслуги в розвитку масового соціалістичного змагання, досягнення високої продуктивності праці, багаторічну діяльність по впровадженню передових методів роботи у верстатобудівній та інструментальній промисловості і у зв'язку з 40-річчям стахановського руху Івану Івановичу Гудову було присвоєно звання Героя Соціалістичної Праці з врученням йому ордена Леніна і золотої медалі «Серп і Молот».
Помер у 1983 році в Москві.

## Нагороди
- Герой Соціалістичної Праці (22.09.1975)
- орден Леніна (22.09.1975)
- орден Трудового Червоного Прапора (8.12.1935)
- медаль «За доблесну працю»
- Почесний винахідник (1936)
- Почесний верстатобудівник